# Strada statale 150 della Valle del Vomano
La strada statale 150 della Valle del Vomano (SS 150) è una strada statale italiana che collega Roseto degli Abruzzi con Montorio al Vomano. La sua intera estensione è compresa nella provincia di Teramo.

## Storia
La strada statale 150 venne istituita nel 1953 con il seguente percorso: "Dalla SS. n. 16 presso Roseto alla SS. n. 81 presso Villa Vomano, e dalla SS. n. 81, oltre il fiume Vomano, alla SS. n. 80 presso Montorio al Vomano."
In seguito al decreto legislativo n. 112 del 1998, dal 2001 la gestione è passata dall'ANAS alla Regione Abruzzo che ha provveduto al trasferimento dell'infrastruttura al demanio della Provincia di Teramo; a seguito del D.P.C.M. del 23 novembre 2004, operativo dal 1º aprile 2006, la strada è stata inserita nella rete stradale di interesse nazionale ed è quindi tornata sotto la gestione dell'ANAS.

## Percorso
La strada parte da Roseto degli Abruzzi, più precisamente dall'innesto con la strada statale 16 Adriatica, e arriva a Montorio al Vomano dove confluisce nella strada statale 80 del Gran Sasso d'Italia, ma l'importanza della statale deriva principalmente dal fatto che collega l'A24 Roma-Teramo alle località costiere meridionali del Teramano (Roseto degli Abruzzi, Silvi Marina, Pineto), incrociando l'autostrada suddetta all'altezza del casello autostradale di Val Vomano.
La strada, dopo aver superato il centro abitato di Roseto incrocia il casello autostradale della località marittima dell'A14 Bologna-Taranto; procede entrando nell'abitato di Castelnuovo Vomano, dopo aver superato varie frazioni di Morro d’Oro e Notaresco, lungo la valle del Vomano, successivamente incrocia, a Val Vomano, il casello Val Vomano dell'autostrada A24. La strada prosegue attraversando delle frazioni di Basciano, Tossicia e Montorio al Vomano. La strada termina nell'abitato di Montorio al Vomano dove confluisce nella strada statale 80 del Gran Sasso d'Italia.
Nel comune di Montorio al Vomano si incontra la strada statale 491 di Isola del Gran Sasso, ora strada provinciale 491 di Isola del Gran Sasso, che attraversa la valle del fiume Mavone e la Valle Siciliana iniziando il suo percorso a Montorio al Vomano e terminando sulla Strada statale 150 nel comune di Basciano.
La strada funge praticamente da bretella tra le due autostrade della provincia teramana ed è particolarmente trafficata nella stagione estiva con l'aumento del turismo balneare.